# Апито
Апито е музикален перкусионен инструмент от групата на свирките, наричан още свирка за самба. Подобно на стандартните свирки се състои от метален корпус с отвор в единия край и може да възпроизведе три тона.
Макар че по своята същност свирките са аерофонни инструменти, тъй като се използват за възпроизвеждане на сигнали, а в музиката за звукови ефекти от перкусионистите в оркестъра, те формално са причислени към перкусионните инструменти. Апито е свирка, използвана в перкусионната секция на карнавалните оркестри в Бразилия, заедно със пандейро, сурдо и други латино-перкусионни инструменти.
Характерен e за стила самба. Апито се използва от бенд лидера или диригента за организиране на ансамбъла от оркестър, танцьори, певци и клакьори, носещи банери.